# L'Empreinte (film, 1919)
Pour les articles homonymes, voir Empreinte.
Pour plus de détails, voir Fiche technique et Distribution.
L'Empreinte (titre original : The Fire Flingers) est un film américain muet, réalisé par Rupert Julian, sorti en 1919.

## Fiche technique
- Titre original : The Fire Flingers
- Réalisation : Rupert Julian
- Scénario : Waldemar Young d'après une histoire de William J. Neidig
- Société de production : Universal Film Manufacturing Company
- Photographie : Pliny W. Horne, Edward Kull
- Montage : Frank Lawrence
- Durée : 60 minutes
- Dates de sortie :
  -  États-Unis : 21 avril 1919
  -  France : 12 novembre 1920

## Distribution
- Rupert Julian : Richard Hatton / Richard Olwell
- E.A. Warren : Chris Cotterill
- Clyde Fillmore : Benjamin Burley
- Fred Kelsey : Sgt. Powers
- Jane Novak : Winifred Olwell
- Fay Tincher : Maggie Driver
- Fritzie Ridgeway : Ellen
- William Lloyd : Stoll
- Will Jeffries : rôle indéterminé